# A Woman in the Web

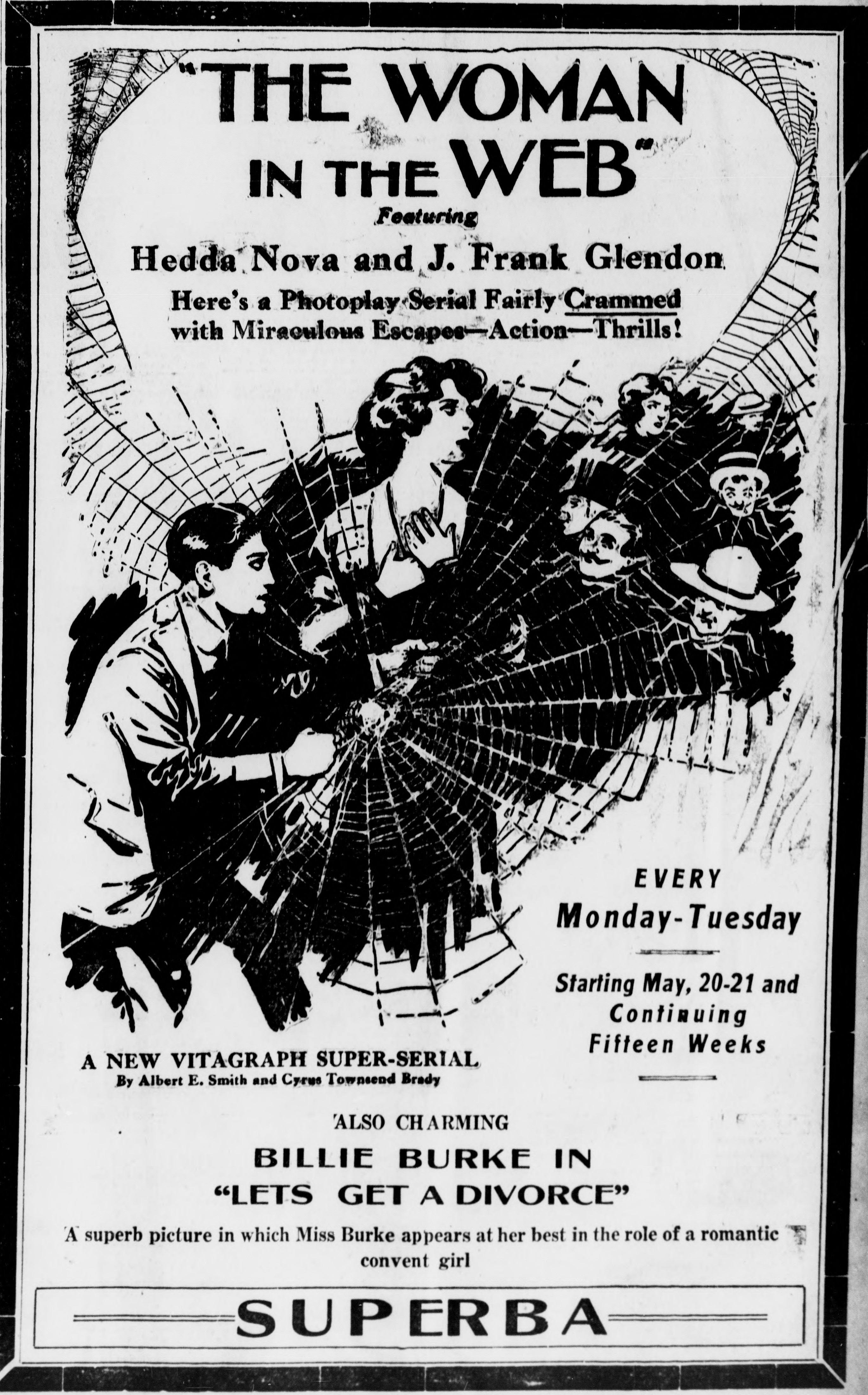
The Woman in the Web is a 1918 American drama film serial directed by Paul Hurst and David Smith.

A Woman in the Web é um seriado estadunidense de 1918, categoria drama, dirigido por Paul Hurst e David Smith, sendo o 9º dos 17 seriados realizados pela Vitagraph Studios. Realizado na época da Primeira Guerra Mundial, o tema sobre uma princesa russa e o Tsar introduziu o conceito da ameaça vermelha nos seriados. Veiculou nos cinemas estadunidenses entre 8 de abril e 15 de julho de 1918.
Esse seriado é considerado perdido atualmente, pois nenhuma cópia permaneceu.

## Elenco
- Hedda Nova - Princesa Olga Muratoft
- J. Frank Glendon - Jack Lawford
- Ronald Bradbury - Baron Kovsky (creditado como Robert Bradbury)
- Otto Lederer - Coronel Bormsk
- Chet Ryan - Ivan, o cossaco
- Hoot Gibson - Vassily, irmão de Ivan
- Patricia Palmer - Condessa Irsky
- George Kuwa

## Capítulos
1. Caught in the Web
2. The Open Switch
3. The Speeding Doom
4. The Clutch of Terror
5. The Hand of Mystery
6. Full Speed Ahead
7. The Crater of Death
8. The Plunge of Horror
9. The Fire Trap
10. Out of the Dungeon
11. In the Desert's Grip
12. Hurled to Destruction
13. The Hidden Menace
14. The Crash of Fate
15. Out of the Web